# Шеллефтео (комуна)
Комуна Шеллефтео (швед. Skellefteå kommun) — адміністративно-територіальна одиниця місцевого самоврядування, що розташована в лені Вестерботтен у північній Швеції на узбережжі Ботнічної затоки.
Шеллефтео 12-а за величиною території комуна Швеції. Адміністративний центр комуни — місто Шеллефтео.

## Населення
Населення становить 71 756 чоловік (станом на вересень 2012 року).
| Кількість населення комуни Шеллефтео за 1970-2010 роки | Кількість населення комуни Шеллефтео за 1970-2010 роки | Кількість населення комуни Шеллефтео за 1970-2010 роки | Кількість населення комуни Шеллефтео за 1970-2010 роки | Кількість населення комуни Шеллефтео за 1970-2010 роки |
| ------------------------------------------------------ | ------------------------------------------------------ | ------------------------------------------------------ | ------------------------------------------------------ | ------------------------------------------------------ |
| Рік                                                    |                                                        |                                                        | Населення                                              |                                                        |
| 1970                                                   | 1970                                                   |                                                        | 71 402                                                 | 71 402                                                 |
| 1975                                                   | 1975                                                   |                                                        | 72 492                                                 | 72 492                                                 |
| 1980                                                   | 1980                                                   |                                                        | 74 210                                                 | 74 210                                                 |
| 1985                                                   | 1985                                                   |                                                        | 74 282                                                 | 74 282                                                 |
| 1990                                                   | 1990                                                   |                                                        | 75 258                                                 | 75 258                                                 |
| 1995                                                   | 1995                                                   |                                                        | 75 348                                                 | 75 348                                                 |
| 2000                                                   | 2000                                                   |                                                        | 72 476                                                 | 72 476                                                 |
| 2005                                                   | 2005                                                   |                                                        | 71 910                                                 | 71 910                                                 |
| 2010                                                   | 2010                                                   |                                                        | 71 641                                                 | 71 641                                                 |
| Джерело: SCB                                           |                                                        |                                                        |                                                        |                                                        |

## Населені пункти
Комуні підпорядковано 20 міських поселень (tätort) та низка сільських, більші з яких:
- Шеллефтео (Skellefteå)
- Урсвікен (Ursviken)
- Шеллефтегамн (Skelleftehamn)
- Бурео (Bureå)
- Коге (Kåge)
- Бергсбин (Bergsbyn)
- Биске (Byske)
- Буртреск (Burträsk)
- Буліден (Boliden)

## Міста побратими
Комуна підтримує побратимські контакти з такими муніципалітетами:
- Комуна Рана, Норвегія
- Рааге, Фінляндія
- Легстер, Данія
- Пардубіце, Чехія
- Таллінн, Естонія
- Тунлін, Китайська Народна Республіка

## Галерея

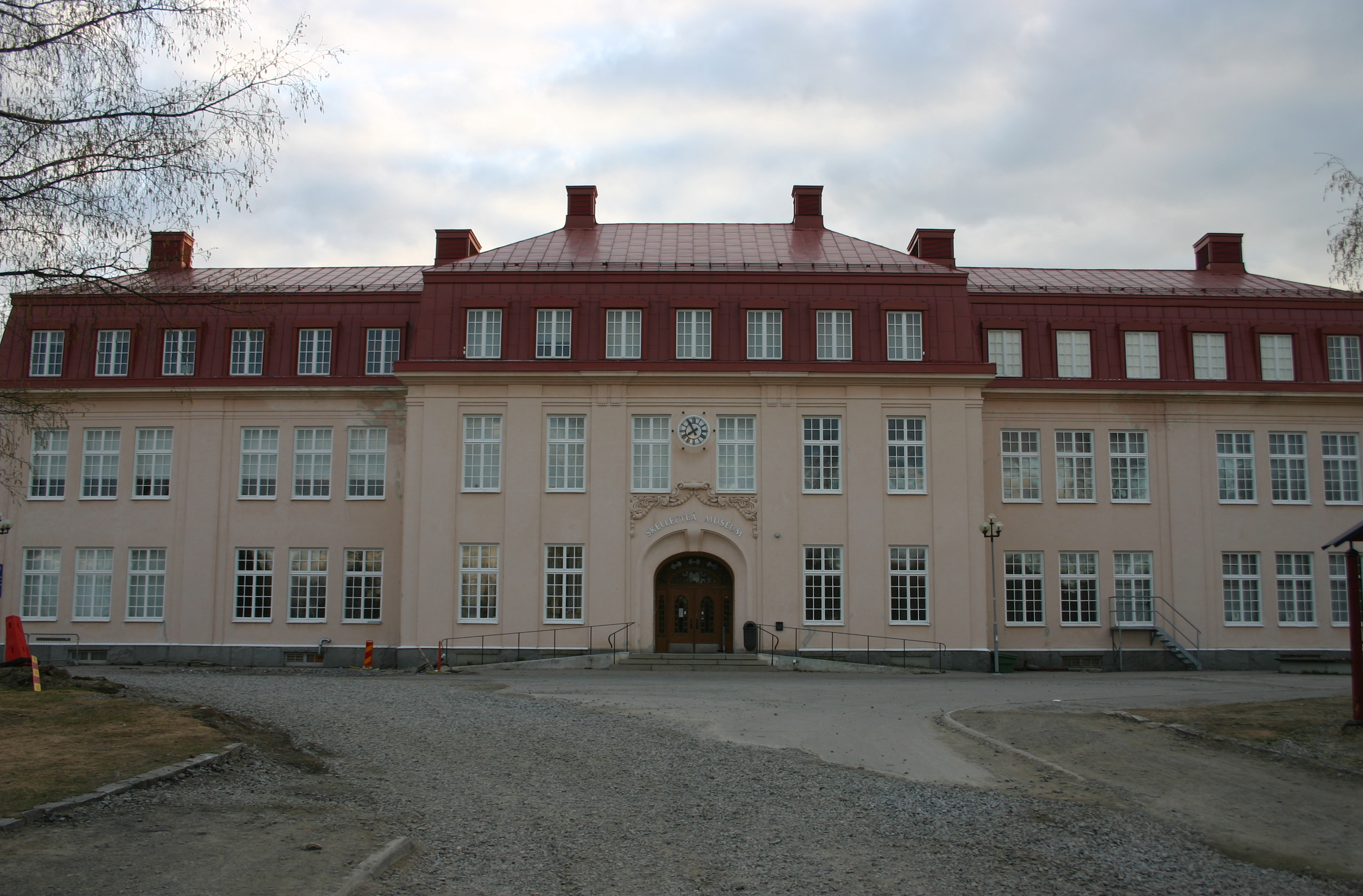
Музей (Шеллефтео)
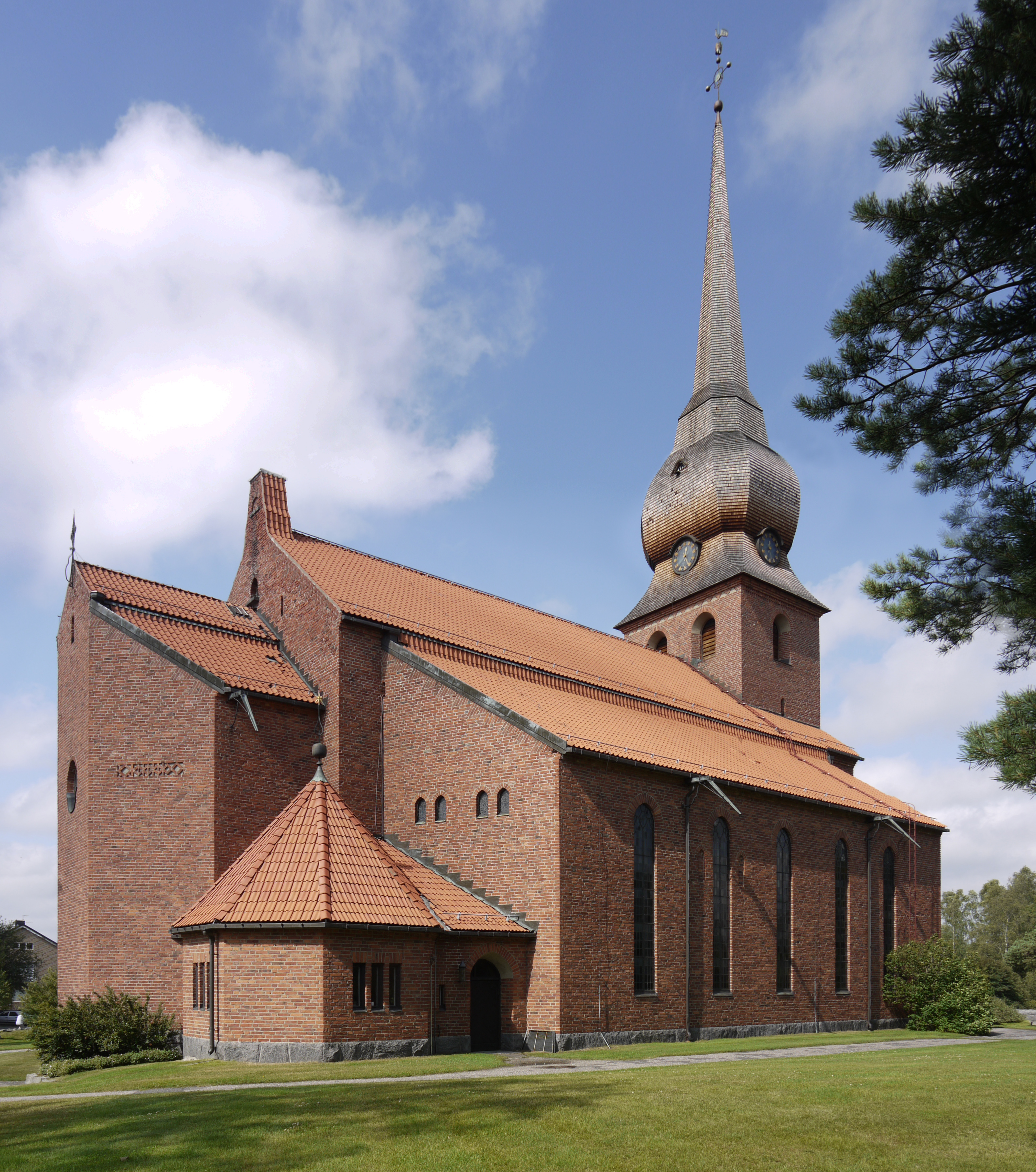
Церква (Бурео)
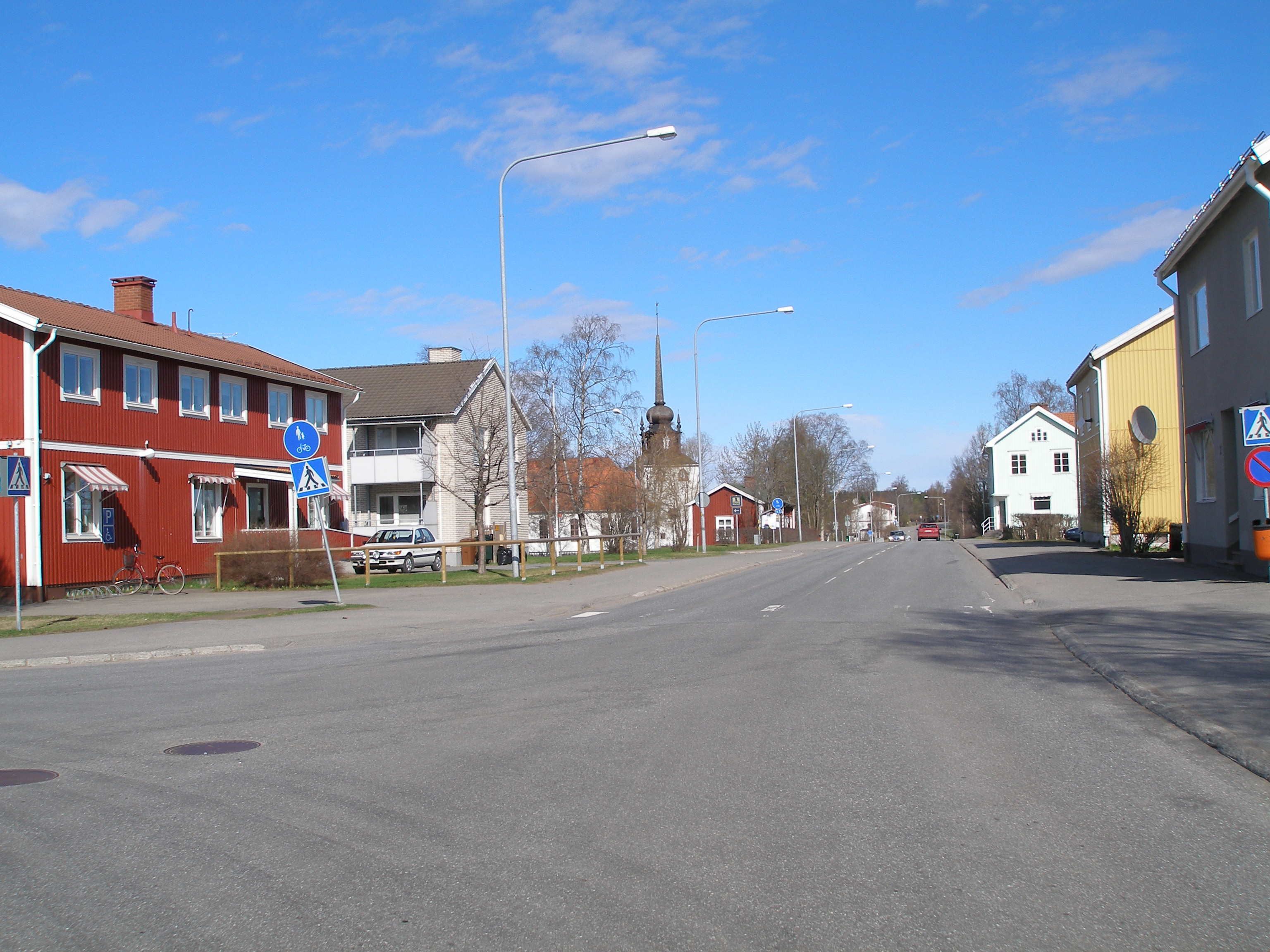
Містечко Коге
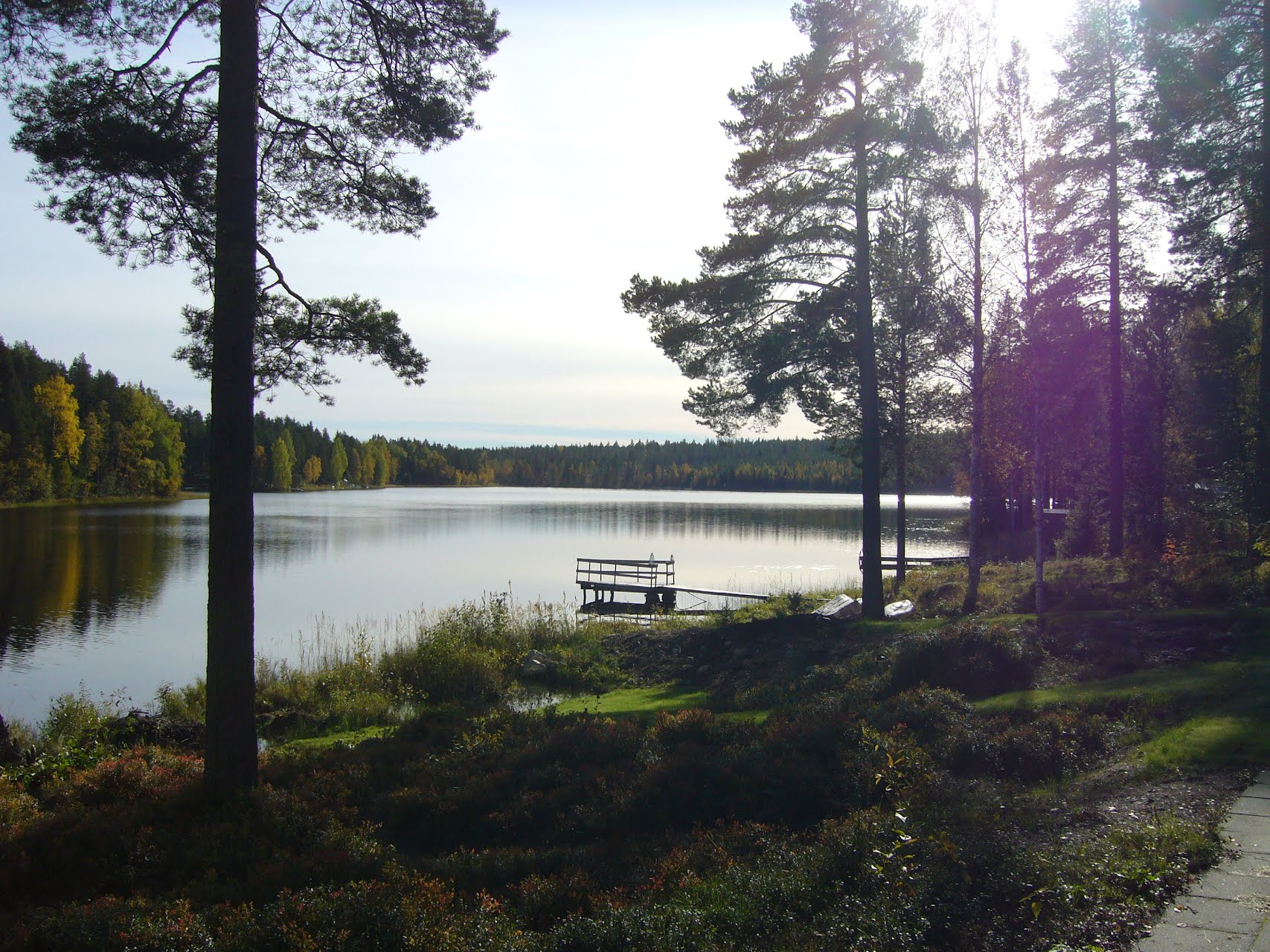
Озеро Крукшен